# I. György Viktor waldeck–pyrmonti herceg
György Viktor waldeck–pyrmonti herceg (Bad Arolsen, 1831. január 14. – Marienbad, 1893. május 12.) 1845 és 1893 között Waldeck-Pyrmont hercege.

## Életpályája
1845. május 15-től 1852. január 14-ig, kiskorúsága alatt a hatalmat régensként a herceg édesanyja, Emma anhalt-bernburg-schaumburg-hoymi hercegnő gyakorolta. A porosz hadseregben lovassági tábornoki (General der Infanterie) rangot ért el.